# علي أميري (مؤرخ)
علي أميري (مواليد 1857 ديار بكر - ت. 1923 اسطنبول) مؤرخ عثماني. عمل كمسؤول مالي واستخدم مهامه في مدن مختلفة لتدوين النقوش العربية والتركية التي وجدها. بحث عن التواريخ المحلية والوثائق القديمة، التاريخية والشعرية. قام من خلال مساعيه ببناء مكتبة من المخطوطات النادرة وغير المنشورة. عززت هذه المخطوطات مكتبة إسطنبول الوطنية.
كان علي أميري عضوًا في العديد من المجتمعات التاريخية وكان ناشرًا لـ Ta'rih ve-Edebiyyat وكذلك رئيس تحرير ديوان لغات الترك لمحمود الكاشغري. على الرغم من أنه كان معروفًا كمحرر، إلا أنه كتب أعمالًا تاريخية وأدبية. كان شخصية رئيسية في تصنيف أرشيفات الباب العالي في إسطنبول، وأطلق اسمه على أحد الكتالوجات، علي أميري تسنيفي.